# Propygoplus
Propygoplus is een geslacht van hooiwagens uit de familie Assamiidae.
De wetenschappelijke naam Propygoplus is voor het eerst geldig gepubliceerd door Roewer in 1923. 

## Soorten
Propygoplus omvat de volgende 5 soorten:
- Propygoplus maculatus
- Propygoplus rugosa
- Propygoplus scabrisoma
- Propygoplus siwalik
- Propygoplus tenuipes